# Al-Amir Bi-Ahkamillah

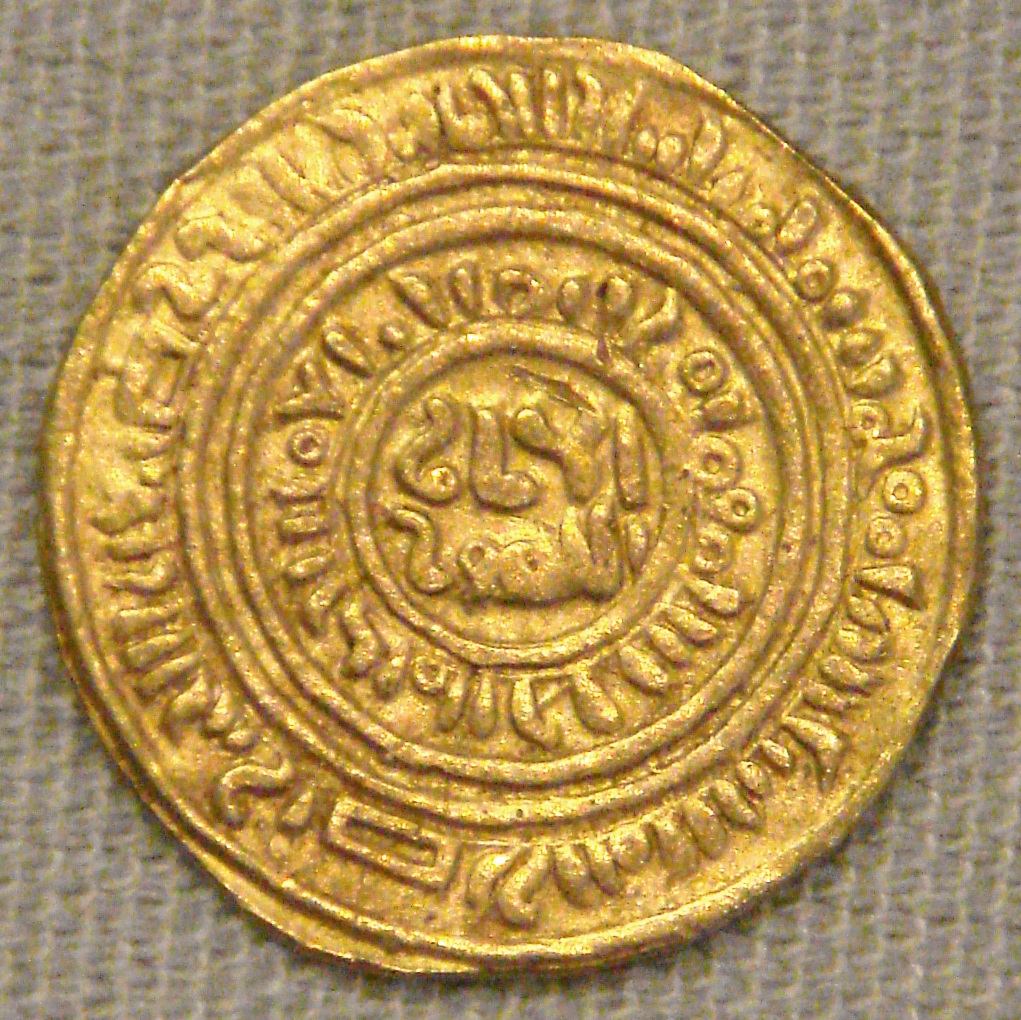
Dinar de Al-Amir. 1118

Al-Amir Bi-Ahkamillah (1096-1130]) (árabe: الآمر بأحكام الله) fue el décimo califa fatimí (1101-1130).
Como su padre Al-Musta'li (1094-1101), Al-Amir fue controlado por el regente Malik al-Afdal (1094-1121) e hizo que poco interviniera en materias políticas. Sin embargo, después del derrocamiento de Al-Afdal en 1121 él manejó el control del gobierno. Su reinado fue estropeado por la pérdida de Tiro por los cruzados, así como por la continuación de la pugna chiita entre los Nizaris (asesinos) y los Mustalis. Este conflicto culminó en el asesinato de Al-Amir el 7 de octubre de 1130. Al-Amir es el último califa fatimí reconocido como Imam (o líder hereditario de la comunidad musulmana en la línea directa de Ali ibn Abi Talib) que sobrevivió a Al-Musta'li. 
La carencia de un heredero directo al Califato fatimí condujo a luchas adicionales por el poder, en las cuales Al-Hafiz, primo de Al-Amir, vino eventual a ocupar el poder y sucederlo. Los Musta'lis demandaron que Taiyab abi al-Qasim era sucesor legítimo de Al-Amir como Imam. 